# 竹田泰典
竹田 泰典（たけだ やすのり、1951年〈昭和26年〉11月5日 - ）は、日本の政治家。鹿児島県龍郷町長（2期）。

## 来歴
鹿児島県大島郡龍郷町瀬留出身。鹿児島県立大島工業高等学校卒業後、1972年（昭和47年）、龍郷町役場へ入庁し、総務課長、産業振興課長などを歴任。また、2009年11月から2013年11月まで副町長を務めた。
2017年（平成29年）8月3日、現職の徳田康光の任期満了に伴う龍郷町長選挙への出馬を表明。「目配り、気配り、心配り」をスローガンとした行政の推進、町民1人1人と会う姿勢が功を奏して、現職の徳田を破って初当選。
※当日有権者数：4,816人 最終投票率：89.41%（前回比：1.35pts）
| 候補者名 | 年齢 | 所属党派 | 新旧別 | 得票数  | 得票率 | 推薦・支持 |
| -------- | ---- | -------- | ------ | ------- | ------ | ---------- |
| 竹田泰典 | 65   | 無所属   | 新     | 2,221票 | 51.58% |            |
| 徳田康光 | 57   | 無所属   | 現     | 2,010票 | 46.68% |            |

同年11月10日、龍郷町長に就任。
2021年（令和3年）11月9日の任期満了に伴う龍郷町長選挙に2期目を目指して立候補表明。同選挙ではほかに立候補を届け出たものがいなかったため無投票で再選された。龍郷町長が無投票選出されるのは1975年の町制施行以来初めてのことであった。